# Лужанка (Одесская область)
Лужанка (укр. Лужанка) — село в Тарутинской поселковой общине Болградского района Одесской области Украины. До 2020 года село относилось к Тарутинскому району.
Население по переписи 2001 года составляло 423 человека. Почтовый индекс — 68555. Телефонный код — 4847.

## История
В 1945 г. Указом ПВС УССР село Кацбах переименовано в Лужанку.

## Местный совет
68555, Одесская обл., Тарутинский р-н, с. Ровное, пл. Победы, 3